# Edmund Rubbra

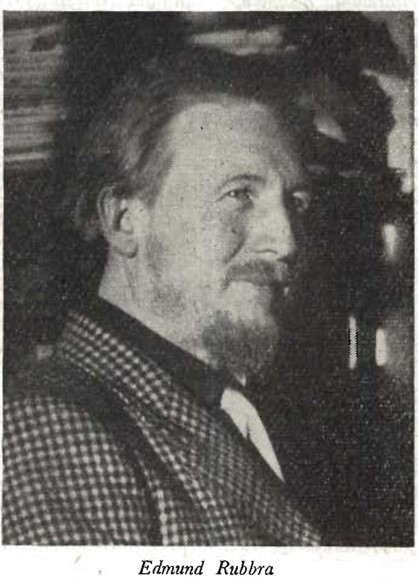
Edmund Rubbra

(Charles) Edmund Duncan-Rubbra (ook: Edmund Duncan Rubbra) (Northampton, 23 mei 1901 – Gerrards Cross, 14 februari 1986) was een Brits componist, muziekpedagoog en pianist.

## Levensloop
Rubbra groeide op in een arbeidersfamilie. Van zijn moeder kreeg hij de eerste pianolessen. Om de inkomsten van de familie te verbeteren werkte hij na zijn schoolperiode bij een Britse spoorwegmaatschappij. Op 16-jarige leeftijd gaf hij zijn eerste pianorecital met werken van Cyril Scott. Rubbra viel zo op bij Scott, dat deze laatste hem aansluitend lessen voor piano en compositie gaf. Vier jaar later won hij een studiebeurs en kon daarmee aan het Royal College of Music in Londen studeren, onder andere compositie bij Gustav Holst en harmonieleer en contrapunt bij Reginald Owen Morris. Beiden hadden sterke invloed op zijn muzikale ontwikkeling. Vooral de studie van de muziek uit de Tudorperiode in de Engelse renaissance riep zijn enthousiasme op. In 1925 studeerde hij af aan het Royal College of Music en ging werken als freelance componist, leraar en muziekcriticus. Zijn vakmanschap is te herkennen in zijn boekje Counterpoint uit 1960, waarin hij elementaire principes en mogelijkheden behandelt.
Tot de Tweede Wereldoorlog leidde hij een kunstenaarsleven als pianist en componist (in beide functies werkte hij met een reizende theatergroep), leraar en criticus. In de jaren dertig raakte zijn werk meer bekend. Hij had toen al een eigen stijl ontwikkeld. De eerste vier symfonieën die hij toen schreef, leverden hem waardering van vakmensen op, alhoewel zijn desinteresse voor bijzondere effecten een breder succes in de weg stond. Rubbra gaf voorrang aan contrapunt boven andere zaken: zijn instrumentatie werd wel als "simpel" aangeduid.
Tijdens de militaire dienst in de "Royal Artillery" werd hij gevraagd om met de cellist William Pleeth en de violist Erich Gruenberg een ensemble te vormen (het Rubbra-Gruenberg-Pleeth Trio) en kamermuziekconcerten voor legerofficieren uit te voeren.
Na de Tweede Wereldoorlog zorgde het op vooruitgang gerichte klimaat steeds meer voor tegenwind. Hij werd als conservatief beschouwd, wat bij een nadere blik op zijn oeuvre niet altijd blijkt. Voorbeelden zijn het 2e deel Scherzo polimetrico uit het 2e strijkkwartet en het 2e deel uit zijn concert voor altviool en orkest. De symfonieën 5 tot 7 waren destijds succesvol en werden door de dirigenten Leopold Stokowski, Sir Adrian Boult en Sir John Barbirolli uitgevoerd.
Alhoewel hij zich zeer verbonden voelde met Oosterse religies bekeerde hij zich in 1948 tot de Katholieke Kerk.
Van 1947 tot 1968 was Rubbra docent aan de muziekafdeling van de Universiteit van Oxford en vanaf 1963 ook aan het Worcester College van deze universiteit. Van 1961 tot 1974 was hij professor in de muziek aan de Guildhall School of Music and Drama te Londen.
Als componist schreef hij onder andere 11 symfonieën, soloconcerten, werken voor brassband, een opera, vocale muziek en kamermuziek.

## Pianoconcert inG-majeur
Het pianoconcert in G, gecomponeerd voor de BBC in 1955, is opgedragen aan Ali Akbar Khan, de virtuoze Hindoestaanse sarodspeler, die hij in mei 1955 in Londen hoorde toen hij net bezig was met het pianoconcert. De sarod is een instrument uit de Hindoestaanse muziek. Het is een fretloos snaarinstrument met 4 melodie-snaren, 2 ritmische snaren (chikari) en enige akkoord-snaren. Bovendien is de sarod voorzien van circa 18 tarafs, resonantie-snaren. Rubbra was diep onder de indruk van Khans improvisaties en de interactie tussen Khan en zijn medemuzikanten. Hij was van mening dat westerse musici met hun meer individualistische houding veel konden leren van deze musici met hun kwaliteiten. Deze ervaring vindt zijn neerslag in het pianoconcert.
Ook Rubbra’s liefde voor de natuur komt tot uiting in het pianoconcert. Van 1934 tot het einde van de jaren vijftig woonde hij in de buurt van het kleine dorpje Speen in Chiltern, waar hij interesse kreeg in tuinieren en botanie. Het eerste deel van het concert heeft de botanische titel 'Corymbus' (tuil). Een tuil is een samengestelde, van boven platte of iets afgeronde bloeiwijze waarbij de onderste bloemstelen zoveel langer zijn dan de bovenste, dat alle bloemen ongeveer op dezelfde hoogte staan. Bij een tuil staat de jongste bloem in het midden.
Naast de botanische betekenis, zei Rubbra dat hij het woord 'corymbus' voor het eerst tegenkwam in de titel van een gedicht van Francis Thompson, A Corymbus for Autumn. Thompson was, net als Rubbra, een rooms-katholieke bekeerling, en het gedicht combineert op opvallende wijze klassieke mythologische en christelijke beelden in zijn beschrijving van de herfstnatuur.
De opening van het concert is uiterst bescheiden met zijn aarzelend stijgende arpeggio en drie noten die steeds herhaald worden. Op de hoestekst van een lp uit 1958 vergeleek Rubbra deze maten met de 'trage, bijna voorzichtige benadering van de muziek' zoals hij het had gehoord in de improvisaties van Ali Akbar Khan. Aan de andere kant is het orkestrale timbre van solo-hobo en hoorns erg pastoraal en typisch Engels. Het tuilprincipe wordt volgens Rubbra muzikaal uitgedrukt in de manier waarop ‘elk idee, belangrijk of onbelangrijk, altijd wordt uitgewerkt als het terugkeert.
Het tweede deel is een 'filosofisch en soms gepassioneerd gesprek' tussen piano en orkest waarbij piano en orkest uiteindelijk naadloos tot een sluitende conclusie komen.
De finale is een vrolijk rondo, een rustieke dans, geïnspireerd op passages uit Thompsons gedicht waarin de rijk vruchtbare herfst wordt uitgebeeld als een seizoen van bacchantische feesten.

## Vriendschap met Arthur Bliss
Rubbra en Bliss waren een groot deel van hun leven dik bevriend. Na de première van Rubbra's pianoconcert op 21 maart 1956, uitgevoerd in de Royal Festival Hall door Denis Matthews en het Orkest van de BBC onder leiding van Malcolm Sargent, schreef Bliss een zeer positieve recensie waarin hij Rubbra met het ‘unieke en mooie werk’ feliciteerde. Jaren later, kort voor zijn dood, was Bliss heel erg geëmotioneerd toen Rubbra zijn tiende symfonie aan hem opdroeg als teken van hun lange vriendschap.

## Composities

### Orkest

#### Symfonieën
- 1935 1e Symfonie, voor orkest, op. 44
  1. Allegro moderato e tempestoso
  2. Perigourdine: Allegro bucolico e giocoso
  3. Lento
- 1937 2e Symfonie D-groot, voor orkest, op. 45
  1. Lento rubato —
  2. Scherzo: Vivace assai
  3. Adagio tranquillo
  4. Rondo: Allegretto amabile - Coda: Presto
- 1938 3e Symfonie, voor orkest, op. 49
  1. Moderato
  2. Allegro
  3. Molto adagio ma liberamente
  4. Tema con 7 variazioni e una fuga
- 1941 4e Symfonie, voor orkest, op. 53
  1. Con moto
  2. Intermezzo: Allegretto gracioso
  3. Introduzione: Grave e molto calmo —
  4. Allegro maestoso
- 1949 5e Symfonie Bes-groot, voor orkest, op. 63
  1. Adagio - Allegro energico
  2. Allegro moderato
  3. Grave —
  4. Allegro vivo
- 1954 6e Symfonie, voor orkest, op. 80
  1. Lento (Sempre flessibile) - Allegretto
  2. Canto: Largo e sereno
  3. Vivace impetuoso
  4. Poco andante - Allegro moderato
- 1957 7e Symfonie C-groot, voor orkest, op. 88
  1. Lento e molto espressivo - Allegro moderato
  2. Vivace e leggiero
  3. Passacaglia and Fugue - Lento.
- 1966-1967 8e Symfonie - Hommage à Teilhard de Chardin, voor orkest, op. 132
  1. Moderato
  2. Allegretto con brio
  3. Poco lento
- 1972 9e Symfonie "Sinfonia sacra" - Resurrection, voor spreker, solisten, gemengd koor en orkest, op. 140
  1. Prelude (Jesus, Chorus) —
  2. Crux fidelis (Chorus)
  3. Chorale: Almighty Lord we pray thee (Chorus) —
  4. Now in the place where He was crucified (Narrator, Chorus) —
  5. Peter went forth (Narrator, Mary Magdalene, Jesus, Chorus) —
  6. Regina coeli (Chorus) —
  7. And behold, two of them went (Narrator) —
  8. Conversation piece —
  9. And Jesus led them (Narrator, Jesus, Chorus)
  10. Viri Galilaei (Chorus)
- 1974 10e Symfonie da Camera op. 145
  1. Lento e liberamente —
  2. Scherzando ma grazioso —
  3. Lento —
  4. Molto adagio
- 1979 11e Symfonie à Colette, voor orkest, op. 153

#### Concerten
- 1936 rev.1943 Sinfonia Concertante C-groot, voor piano en orkest, op. 38
  1. Fantasia: Lento con molto rubato - Allegro
  2. Saltarella: Allegro vivace
  3. Prelude and Fugue: Lento
- 1947 Soliloquy, voor cello, twee hoorns, pauken en strijkorkest
- 1952 Concert in A-groot, voor altviool en orkest, op. 75
- 1956 Concert in G-groot, voor piano en orkest, op. 85
- 1957 Improvisation, voor viool en orkest, op. 89
- 1958 Concert in A-groot, voor viool en orkest, op. 103
- Concert, voor piano en orkest, op. 30 (later teruggetrokken)

#### Overig
- 1942 A Tribute - ook bekend als: "Introduzione e danza alla fuga", op. 56 (gecomponeerd voor de 70e verjaardag van Ralph Vaughan Williams)
- 1947 Festival Overture op. 62
- 1975 Overture Resurgam op. 149
- Improvisaties over Virginal-Stukken van Giles Farnaby, op. 50
  1. Farnaby's Conceit
  2. His Dreame
  3. His Humour
  4. Loth to Depart
  5. Tell me, Daphne
- Sinfonietta voor groot strijkorkest, op. 163

### Brassband
- Variations on "The Shining River", voor brassband, op. 101 (was in 1958 verplicht werk bij de Nationale Britse Brassband Kampioenschappen in de Royal Albert Hall in Londen)
  1. Variation 1 - First Dance
  2. Variation 2 - Cradle Song
  3. Variation 3 - Pageant
  4. Variation 4 - Ostinato
  5. Variation 5 - Second Dance
  6. Variation 6 - Lament: Coda

### Muziektheater

#### Opera's
| Voltooid in | titel                                            | aktes  | première | libretto |
| ----------- | ------------------------------------------------ | ------ | -------- | -------- |
| 1933        | The Shadow; oorspronkelijk getitelt: Bee-bee-bei | 1 akte |          |          |

### Vocaal

#### Missen en gewijde muziek
- 1934 Five Motets, op. 37
- 1944-1945 Missa Cantuariensis, voor dubbel koor, op. 59
- 1947 Magnificat and Nunc Dimittis in As groot, voor gemengd koor en orgel, op. 65
- 1948 Missa In Honorem Sancti Dominici, voor gemengd koor a capella, op. 66
- 1956 Festival Gloria, op. 94
- Natum Maria Virgine, adventcantate voor solisten, gemengd koor en orkest, op. 136
- Nine Tenebrae Responsories for Maundy Thursday - Tenebrae Motets, op. 72 nr. 1-9
  1. First Nocturn
    1. In monte Oliveti
    2. Tristis est anima mea
    3. Ecce vidimus eum

  2. Second Nocturn
    1. Amicus meus
    2. Judas mercator pessimus
    3. Unus ex discipulis

  3. Third Nocturn
    1. Eram quasi agnus innocens
    2. Una hora non potuistis
    3. Seniores populi
- Salutation voor gemengd koor, op. 82
- Veni Creator Spiritus voor gemengd koor en orkest, op. 130

#### Koor (overig)
- Inscape, suite voor gemengd koor, strijkorkest en harp, op. 122 - tekst: Gerard Manley Hopkins
- Song of the Soul, voor gemengd koor en orkest, op. 78
- The Morning Watch, motet voor gemengd koor en orkest, op. 55

#### Solozang
- 1963 The Jade Mountain, cyclus voor zangstem en piano, op. 116
  1. A Night Thought On Terrace Tower
  2. On Hearing Her Play the Harp
  3. An Autumn Night Message
  4. A Song of the Southern River
  5. Farewell To a Japanese Buddhist Priest Bound Homeward
- Amoretti, vijf sonnetten, op. 43
  1. Sonnet LXXVIII: Lacking My Love I Go From Place To Place
  2. Sonnet LXX: Fresh Spring, The Herald Of Love's Mighty King
  3. Sonnet LXXXIX: Like As The Culver On THe Bared Bough
  4. Sonnet XXXVII: What Guile Is This, That Those Her Golden Tresses
  5. Sonnet XL: Mark When She Smiles With Amiable Cheer
- Five Spencer Sonnets voor tenor en strijkers, op. 42
  1. Sonnet II: Unquiet Thought, Whom At The First I Bred
  2. Sonnet IV: New Yeat, Forth Looking Out Of Janus' Gate
  3. Sonnet VI: Be Nought Dismayed That Her Unmoved Mond
  4. Sonnet XLIII: Shall I Then Silent Be Or Shall I Speak?
  5. Sonnet LXVIII: Most Glorious Lord Of Life, That On This Day
- Four Mediaeval Latin Lyrics voor bariton en strijkorkest, op. 32
  1. Rondel: Tempus Est Iocundum
  2. Plaint: Dum Estas Inchoatur
  3. Pastoral: Ecce, Chorus Virginum
  4. Lament: Planctus
- Ode to the Queen voor zangstem en orkest, op. 83
  1. Sound forth celestial organs
  2. Fair as unshaded light
  3. Yet once again, let us our measures move

### Kamermuziek
- Sonate nr. 1, voor viool en piano, op. 11
- Sonate nr. 2, voor viool en piano, op. 31
- Strijkkwartet Nr. 1 in F groot, op. 35
- Sonate in G groot, voor cello en piano, op. 60
- Meditationi sur Coeurs Désolés, voor blokfluit en klavecimbel (of dwarsfluit of hobo en piano), op. 67
- Pianotrio Nr. 1 in 'één deel, op. 68
- Strijkkwartet Nr. 2 in E groot, op. 73
- Sonate in C groot voor hobo en piano, op. 100
- Strijkkwartet Nr. 3, op. 112
- Sonate nr. 3 voor viool en piano, op. 133
- Pianotrio Nr. 2 op. 138
- Strijkkwartet Nr. 4 op. 150
- Duo voor althobo en piano, op. 156

### Orgel
- 1949 Prelude and Fugue on a Theme of Cyril Scott, op. 69
- Meditation, op. 79

### Piano
- Sonatina, op. 19
- Nine teaching pieces, op. 74 (vraagt een tweede pianist)
- Introduction, Aria and Fugue, op. 104
- Eight preludes, op. 131